# Modraszek arion
Modraszek arion (Phengaris arion) – motyl dzienny z rodziny modraszkowatych (Lycaenidae). 

## Opis
Wygląd
Rozpiętość skrzydeł 3–4 cm. Jasnoniebieskie, na przednich skrzydłach czarne plamy, samice większe i ciemniejsze od samców. Jasnożółta gąsienica.

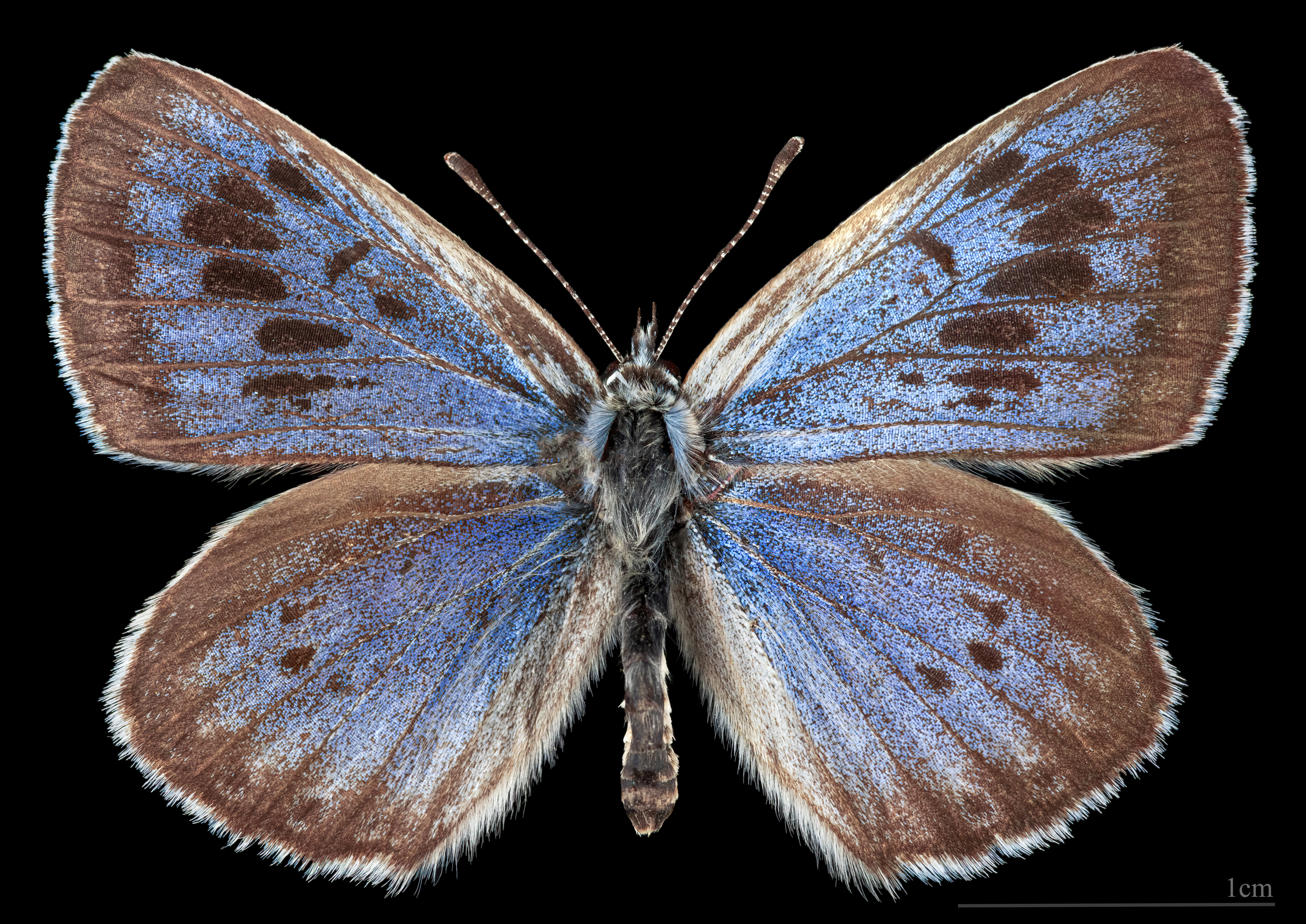
Phengaris arion ♂
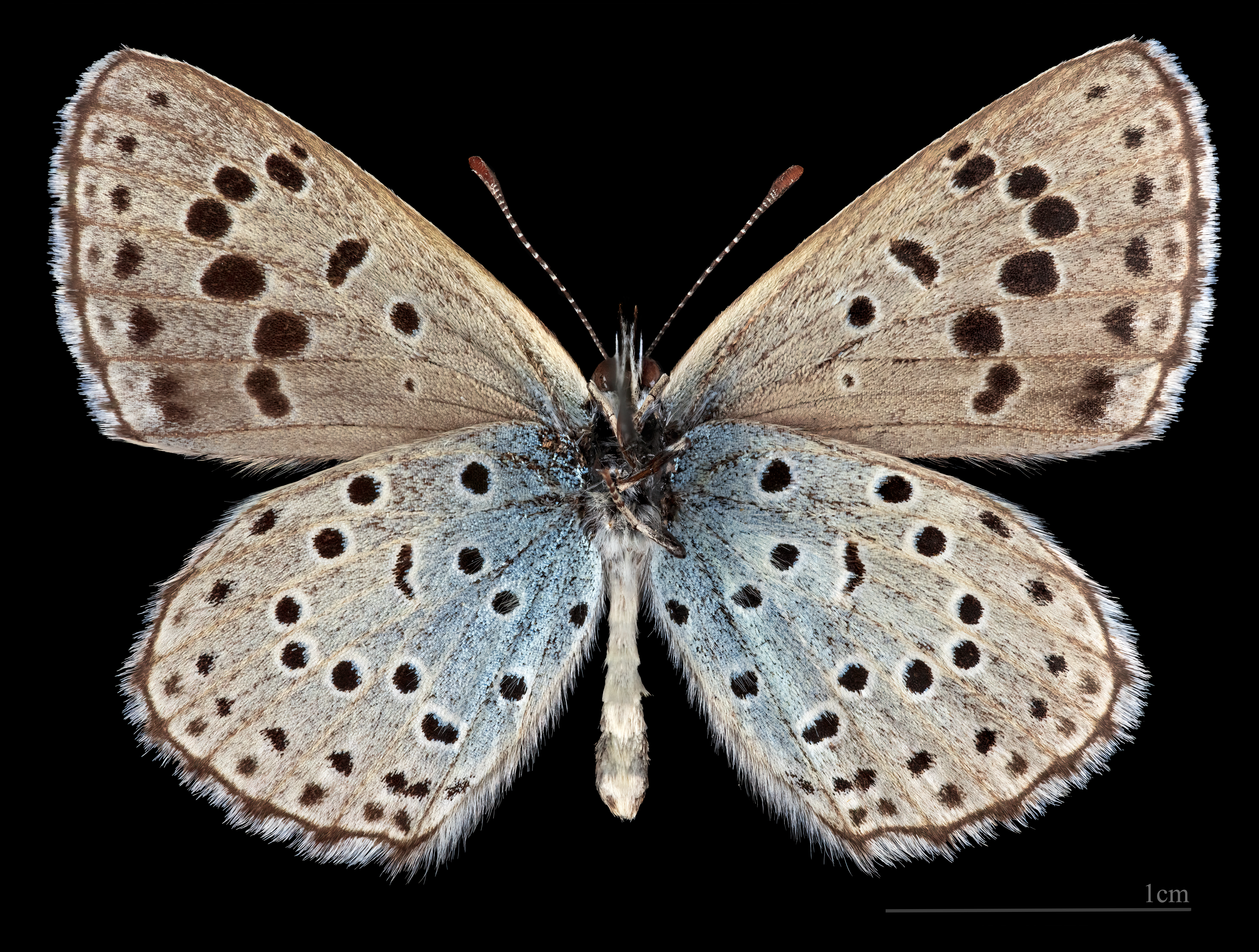
Phengaris arion ♂  △

Rozwój
Ze złożonych w kwiatach macierzanki jajeczek wylęgają się larwy, które odżywiają się kwiatem. Po pewnym czasie zbierane są przez mrówki wścieklicy (Myrmica sabuleti) i zanoszone do ich mrowisk. W gnieździe tych mrówek żyją około 10 miesięcy (od sierpnia do maja). W mrowisku żywią się larwami i jajami mrówek, a mrówki zasysają wydzielinę gruczołu odbytowego gąsienic. Przed przepoczwarzeniem przenoszą się do górnej części mrowiska, by w lipcu oraz sierpniu pojawić się jako owady dorosłe.
Pożywienie
Gąsienice żerują na kwiatach macierzanki piaskowej (Thymus serpyllum), zwyczajnej (T. pulegioides) lub lebiodki pospolitej (Origanum vulgare). Po przeniesieniu gąsienic do mrowisk, żywią się one jajami i larwami mrówek. Po przepoczwarzeniu motyl przylatuje najchętniej do różowych lub fioletowych kwiatów tych samych gatunków, na których składane są jaja i żerują larwy, poza tym także do wyk (Vicia) i żmijowca (Echium).
Występowanie
Od Europy Zachodniej po Chiny i Japonię. W Polsce dawniej pospolity, ale obecnie na pojedynczych stanowiskach.
Zagrożenia i ochrona
Zgodnie z Rozporządzeniem Ministra Środowiska z dnia 6 października 2014, gatunek objęty jest w Polsce ochroną ścisłą.
Filatelistyka
Poczta Polska wyemitowała 14 października 1967 r. znaczek pocztowy przedstawiający modraszka ariona o nominale 7,90 zł, w serii Motyle. Autorem projektu znaczka był Jerzy Desselberger. Znaczek pozostawał w obiegu do 31 grudnia 1994 r..